# Berihu Aregawi
Berihu Aregawi   (Tigre (regió), Etiòpia, 28 de febrer de 2001) és un atleta etíop, especialitzat en proves de fons. També participa en proves de camp a través. Ha participat en 2 Olimpíades, guanyant la medalla de plata en la prova dels 10.000m dels Jocs Olímpics de París 2024. A més, ha participat en 2 Campionats del Món.

## Marques personals
| Disciplina | Marca      | Seu       | Data                   |
| ---------- | ---------- | --------- | ---------------------- |
| 10.000m    | 26:31.13   | Nerja     | 14 de juny de 2024     |
| 5.000m     | 12:40.45   | Lausana   | 30 de juny de 2023     |
| 5km carrer | 12:49 WR   | Barcelona | 31 de desembre de 2021 |
| 3.000m     | 7:21.28 NR | Chorzow   | 25 d'agost de 2024     |

## Trajectòria professional
| Jocs Olímpics     | Jocs Olímpics | Jocs Olímpics | Jocs Olímpics |
| Any               | Seu           | Posició       | Prova         |
| ----------------- | ------------- | ------------- | ------------- |
| 2020              | Tòquio        | 4a posició    | 10.000m       |
| 2024              | París         | 2             | 10.000m       |
| Campionat del Món |               |               |               |
| 2022              | Eugene        | 7a posició    | 10.000m       |
| 2023              | Budapest      | 8a posició    | 5.000m        |
| 2023              | Budapest      | 4a posició    | 10.000m       |